# Oranienburger Strasse station
Oranienburger Strasse station är en underjordisk station för Berlins pendeltåg (S-bahn) som ligger i Berlin Nord-Süd-Tunnel under gatan Oranienburger Strasse. Stationen invigdes 1936. När Berlin var en delad stad stannade inga tåg på stationen, stationen var då en så kallad spökstation. Linjen förenade olika delar av Västberlin och alla tåg åkte förbi stationen och genom Östberlin utan att stanna. Sedan 1877 går spårvagnstrafik på gatan ovanför stationen. Idag trafikerar linje S1,S2,S25 och S26 stationen.

## Bilder

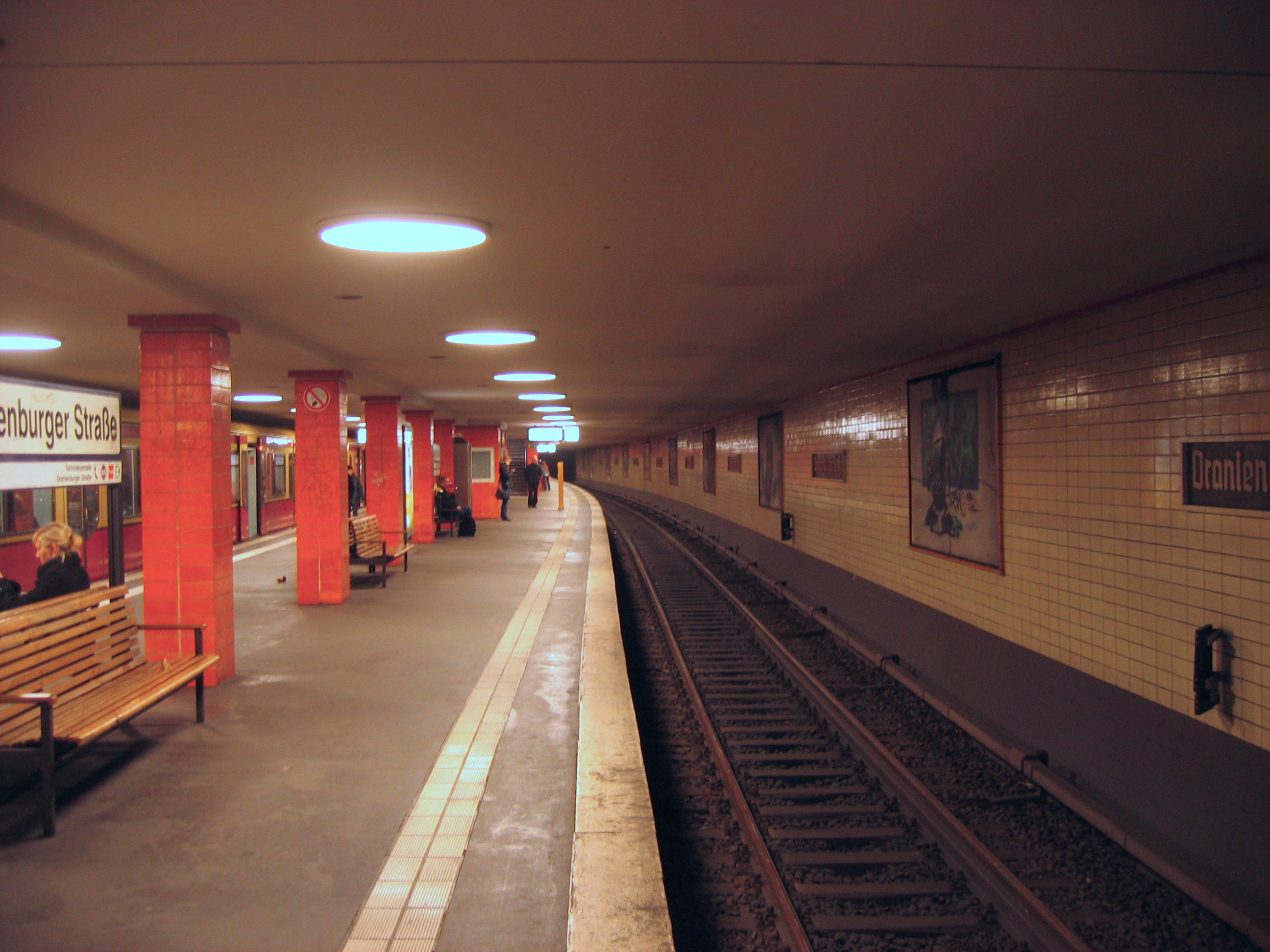
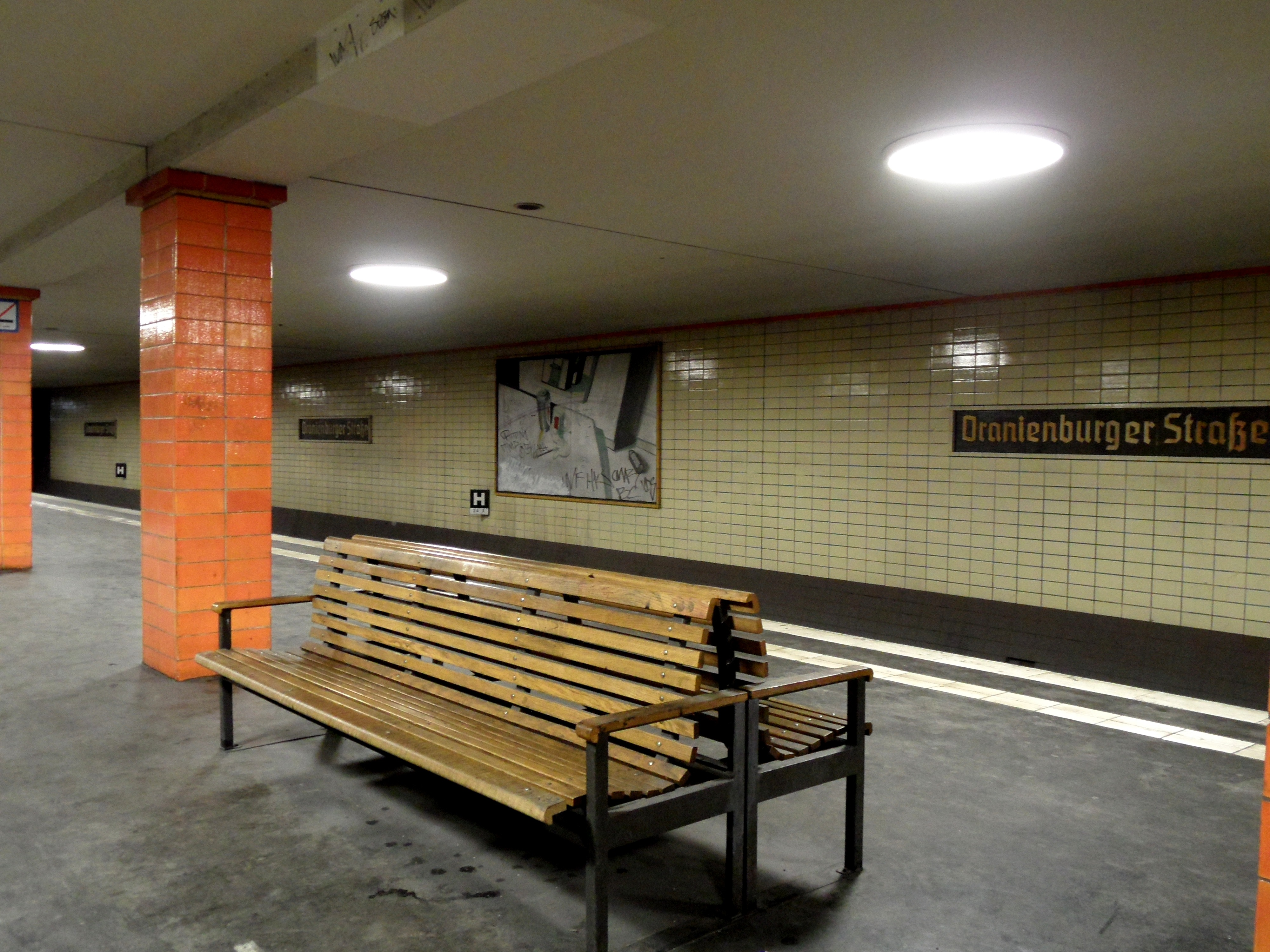
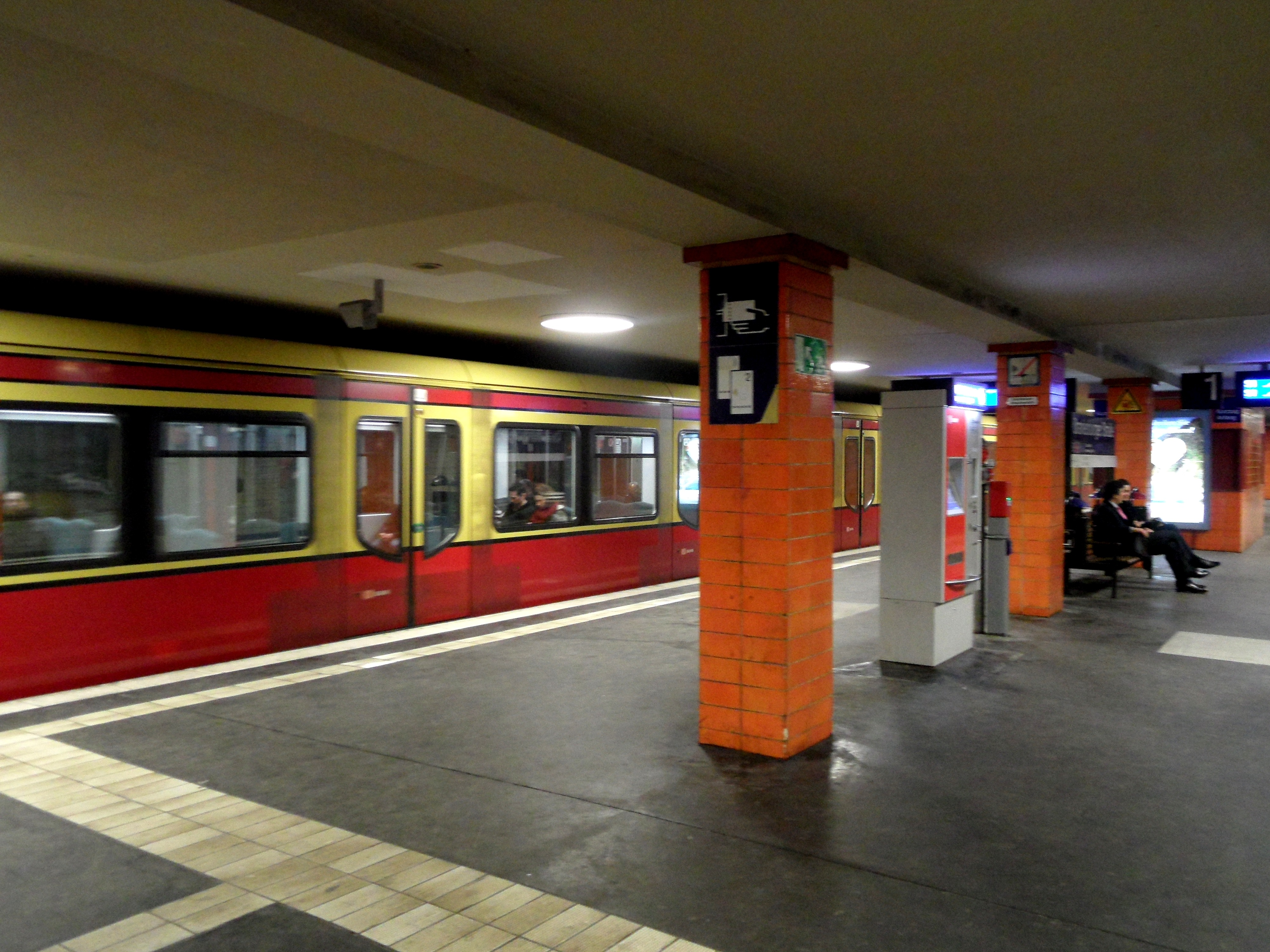
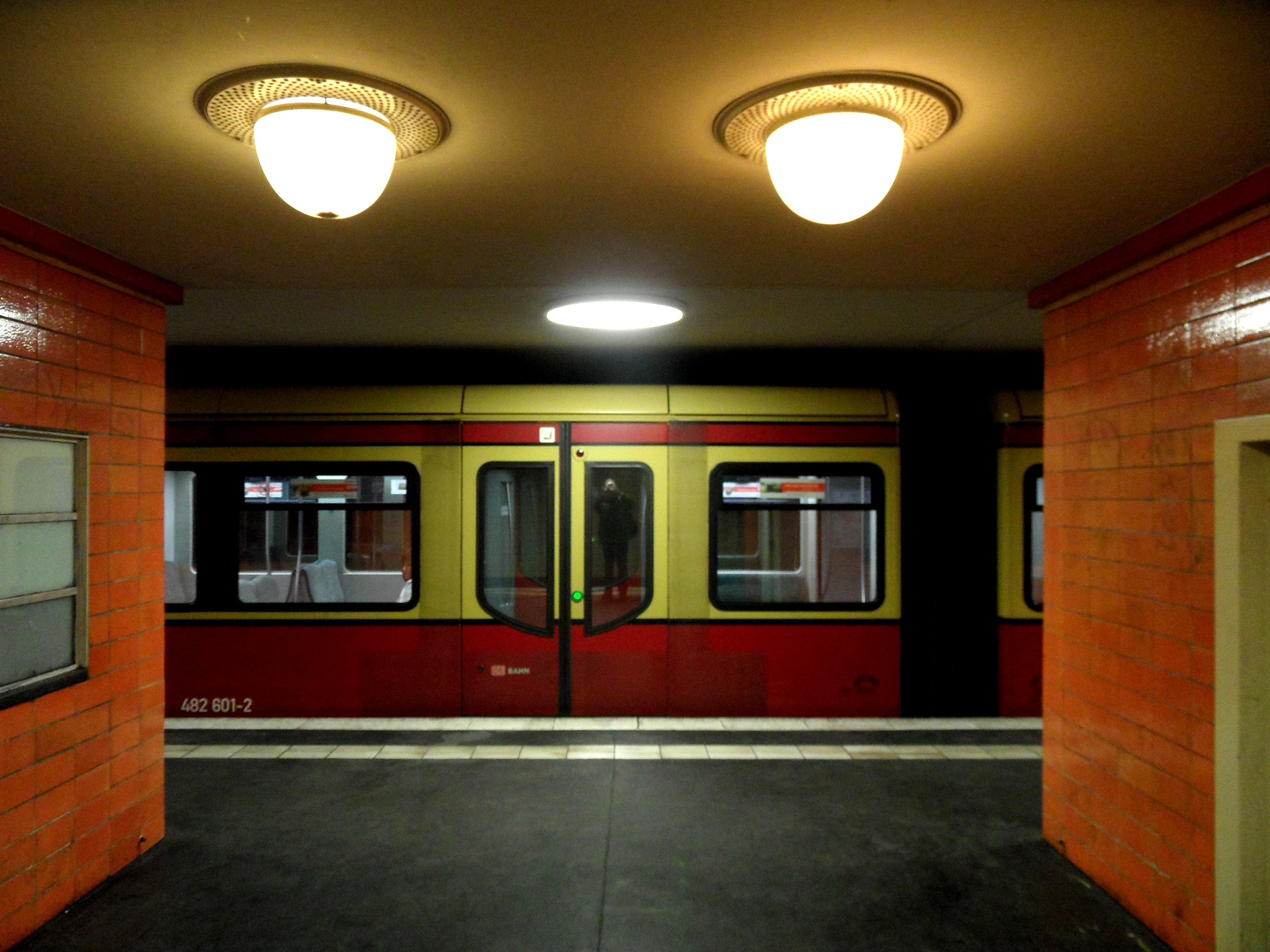